# Război submarin

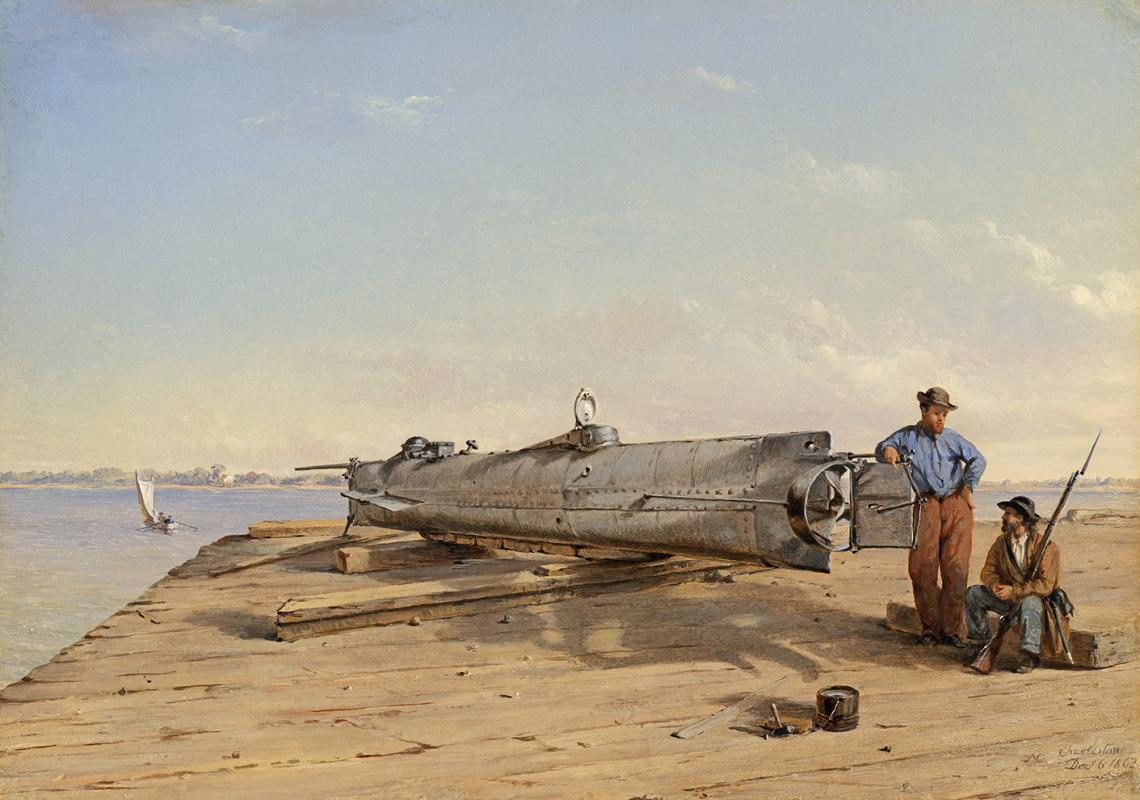
Submarinul H.L. Hunley, primul submersibil care a scufundat un vas inamic în luptă.

Războiul submarin este parte războiului naval de adâncime,  celelalte fiind războiul antisubmarin și  minarea și deminarea apelor. 
Războiul submarin folosește submarine cu propulsie cu motoare cu ardere internă și motoare electrice sau nucleară, echipate cu torpilă, rachete sau arme nucleare, dar și echipamente pentru  detecție, pentru atacarea altor submarine, vase de suprafață sau ținte terestre. Submarinele pot fi folosite de asemenea pentru misiuni de recunoaștere, debarcare a forțelor speciale sau pentru descurajare. Eficiența războiului submarin depinde în bună parte de măsurile antisubmarin luate pentru apărare de inamic. 

## Războiul Civil American
Se consideră că epoca războiului submarin a început în timpul Războiului Civil American. Deceniul al șaptelea al secolului al XVIII-lea a marcat un punct de cotitură în modul de desfășurare al războiului naval. Au fost construite noi tipuri de nave de luptă atât în forțele navale ale Statelor Unite cât și Statelor Confederate . 
Submarinul fusese cel mai nou tip de vas creat în epocă. Primul atac al unui submarin împotriva unui vas inamic care s-a soldat cu scufundarea acestuia din urmă a avut loc pe 17 februarie 1864, când submarinul confederat H. L. Hunley a scufundat sloopului USS Housatonic în portul Charleston din Carolina de Sud. La scurtă vreme după atac, H. L. Hunley s-a scufundat la rândul lui, iar toți cei opt oameni de la bord au murit. 

## Primul Război Mondial
Războiul submarin din timpul primei conflagrații mondiale a fost purtat în principal de submarinele (U-boot) germane și austro-ungare împotriva convoaielor care se îndreptau spre porturile Regatului Unit, Franței și Rusiei. Submarinele aliaților au efectuat operațiuni ample în Marea Baltică, Marea Nordului, Marea Mediterană și Marea Neagră și, într-o mai mică măsură în Oceanul Atlantic. Au fost efectuate puține operațiuni în afara teatrului de operațiuni european și atlantic. Atacurile submarinelor germane împotriva vaselor comerciale aliate, în special cel care a dus la scufundarea Lusitaniei de pe 7 mai 1915, au schimbat atitudinea opiniei publice americane împotriva Puterilor Centrale. După ce SUA a cerut cu insistență oprirea atacurilor submarine, Germania s-a conformat. Doi ani mai târziu, amiralul Henning von Holtzendorff (1853–1919), șeful Statului major al Amiralității, a reușit să îi convingă pe responsabilii militari germani să reia în ianuarie 1917 atacurile submarinelor, care urmau să ducă la înfometarea britanicilor. Înaltul comandament german era conștient că reluarea războiului submarin nerestricționat avea să ducă la intrarea în război a Statelor Unite, dar a apreciat greșit că mobilizarea americanilor avea să fie prea înceată pentru ca să poată opri victoria germanilor pe frontul de vest. and played a large role in the United States entering the war in April 1917.
Toate părțile beligerante ar fi trebuit să respecte Convențiile de la Haga, dar s-a considerat că regulile nu puteau fi aplicate pentru submarine. Guvernul german a apreciat că blocada navală britanică încălca dreptul internațional. Submarinele germane au încercat la început să urmeze regulilor războiului, dar mai târziu au ales războiul submarin nerestricționat după introducerea de către britanici a așa-numitelor nave momeală, vase comerciale puternic înarmate, cu armamentul de bord bine disimulat. După ce germanii suspendaseră atacurile submarinelor pentru o perioadă ca urmare a presiunilor americane, în ianuarie 1917, Berlinul a declarat regiunea din jurul insulelor britanici zonă de război. După ianuarie 1917, germanii au reușit să scufunde cam 25% din totalul transporturilor navale care tranzitau zona de război. Situația s-a schimbat dup aliații au introdus escortarea convoaielor. 
 Scufundarea  
Loss of HMS Pathfinder, September 5th 1914 Art.IWMART5721.jpg
The Loss of HMS Pathfinder. Painting by William Lionel Wyllie (1920), Imperial War Museum Art Collection. Formerly the property of Pathfinder's captain, Vice Admiral Francis Martin Leake
History
Royal Navy EnsignUnited Kingdom
Name:	HMS Pathfinder
Builder:	Cammell Laird, Birkenhead
Laid down:	August 1903
Launched:	16 July 1904
Commissioned:	18 July 1905
Fate:	Sunk 5 September 1914 by U-21
General characteristics (as built)
Type:	Scout cruiser
Displacement:	2,940 long tons (2,987 t)
Length:	370 ft (112.8 m) (p/p)
Beam:	38 ft 9 in (11.8 m)
Draught:	15 ft 2 in (4.6 m) (deep load)
Installed power:	
16,500 ihp (12,300 kW)
12 water-tube boilers
Propulsion:	2 Shafts, 2 triple-expansion steam engines
Speed:	25 knots (46 km/h; 29 mph)
Complement:	289
Armament:	
10 × QF 12-pounder 18 cwt guns[Note 1]
8 × QF 3-pounder (47 mm) guns
2 × 18-inch (450 mm) torpedo tubes
Armour:	
Waterline belt: 2 in (51 mm)
Deck: 0.375–1.5 in (9.5–38.1 mm)
Conning tower: 3 in (76 mm)
HMS Pathfinder  a fost prima victimă a unui submarin modern,  iar reușitele lui U-9, care a scufundat trei crucișătoare britanice în mai puțin de o oră, au fundamentat rolul submarinelor ca o nouă componentă a războiului naval.

Submarinele germane au fost utilizate pentru lansarea de mine navale și pentru atacarea transporturilor de  minereu de fier din Marea Baltică. Flotila britanică de submarine din Baltica au operat pentru sprijinirea rușilor până în momentul semnării Tratatului de la Brest-Litovsk. Britanicii au depus mari eforturi în timpul războiului pentru dezvoltarea de noi tipuri de submarine care să poată lupta în cooperare cuirasatele – „Fleet Submarine”.  Pentru atingerea unei vitezei de suprafață necesare de 20 noduri (37 km/h), britanicii au creat submarinele clasa K, cu propulsie cu abur. În practică s-a dovedit că submarinele din clasa K nu putut opera în mod eficient cu flota de suprafață. 

## Perioada interbelică
Între cele două războaie, puterile navale europene au făcut experimente cu diferite modele precum submarinul-crucișător (Surcouf, Franța), submarine dotate cu  tunuri de mare calibru, specifice cuirasatelor (HMS M1, Regatul Unit) sau submarine proiectate să transporte mici avioane de recunoaștere (HMS M2 și Surcouf).
Germania nu avea voie, conform cu prevederile Tratatului de la Versailles, să dețină sau să construiască submarine, dar a încălcat în secret această interdicție. Prin semnarea Acordului naval anglo-german din 1935, Londra a acceptat ca Germania să ajungă la paritate cu Royal Navy în ceea ce privește dotarea cu submarine. 

## Al Doilea Război Mondial
În timpul celui de-al doilea război mondial, acțiunile submarinelor au fost împărțite în două  sectoare principale – cel al Oceanului Atlantic, respectiv Pacific. Teatrul de război al Mării Mediteraneene a fost de asemenea o zonă foarte activă pentru operațiunile submarine. Luptele au fost duse în Mediterana în special de britanici, francezi și germani. Au fost implicați și italienii, dar cele mai mari victorii ale lor au fost obținute prin folosirea minisubmarinelor și torpilelor umane.

### Oceanul Atlantic
În Atlantic, unde submarinele germane au început să caute și să atace convoaiele aliaților, luptele au aminti de ultima parte a primei conflagrații mondiale. Submarinele britanice au fost active în special în Mediterana și în largul apelor norvegiene, unde au atacat vasele de război, cele comerciale și submarinele Axei.
La început, Hitler a ordonat ca submarinele germane să urmărească respectarea legilor războiului, dar aceste restricții au fost retrase în decembrie 1939. Deși și în timpul primei conflagrații mondiale au fost înregistrate atacuri în masă ale submarinelor, tactica „haitelor de lupi” a fost principala abordarea a atacurilor de către submarinele germane. Principalii pași ai acestei tactici erau următorii:
- Un număr mare de submarine era plasat pe rutele probabile de deplasare a convoaielor.
- Un submarin care identifica un convoi, îi semnala cursul, viteza și compunerea lui Comandamentului Marinei Germane.
- Acest submarin urma să urmărească discret convoiul și raporta orice modificare a cursului.
- Restul haitei trebuia să se îndrepte spre poziția primului submarin.
- Când întreaga haită era reunită, comandanții de submarine organizau un atac coordonat de suprafață în timpul nopții.
- La răsăritul soarelui, haita se retrăgea, lăsând un singur submarin care să urmărească convoiul în continuare. Atacul era reluat la lăsarea întunericului.

Odată cu organizarea tot mai bună a escortelor aeriene și navale ale convoaielor, pierderile de submarine a ajuns la cote greu de suportat.  Germanii nu doar că au pierdut numeroase submarine, dar și comandanți și marinari experimentați odată cu ele.

### Oceanul Pacific
În Pacific, situația era diferită – submarinele aliaților, ale americanilor în principal, vânau transporturile navale ale Axei – ale Imperiului Japonez. Până la sfârșitul războiului, submarinele SUA reușiseră să distrugă aproximativ o jumătate din numărul vaselor comerciale japoneze, adică o capacitate de transport de peste cinci milioane de tone. Submarinele britanice și olandeze au participat de asemenea la atacarea vaselor japoneze de transport, în special în regiunile litorale. La începutul războiului, submarinele japoneze au înregistrat succese, reușind să scufunde două portavioane, un crucișător și alte câteva vase de diverse tipuri. După ce comandanții japonezi au  hotărât că este mai importantă atacarea vaselor de război decât a celor comerciale, mica flotă de submarine japoneză s-a dovedit ineficientă pe termene lung. În plus, submariniștii niponi au suferit pierderi importante datorită măsurilor antisubmarin aliate. În Oceanul Pacific au operat submarine italiene și unul german, dar nu și-au adus o contribuție importantă în luptă datorită pe de-o parte distanței mari față de propriile baze și pe de altă parte datorită relațiilor dificile pe care le au avut cu aliații japonezi. 

### Alte zone de conflict

#### Oceanul Indian
Submarinele japoneze au operat și în Oceanul Indian, reușind să forțeze flota de suprafață britanică să se retragă pe coasta de est a Africii. În Oceanul Indian au operat și câteva submarine germane și italiene, dar nu au jucat niciodată un rol semnificativ în conflict.

## Perioada postbelică
În perioada postbelică, mai multe conflicte precum Războiul din Coreea, Războiul Indo-Pakistanez din 1971 și Războiul Malvinelor au dus la folosirea limitată a submarinelor. Mai târziu, în timpul războiului din Irak și Afganistan, au fost lansate  rachete de croazieră  de la bordul submarinelor. Cu aceste câteva excepții, războiul submarin a încetat după 1945. 

Odată cu începerea erei submarinelor cu propulsie nucleară de la jumătatea secolului al XX-lea, gândirea strategică a războiului submarin s-a schimbat în mod hotărâtor. Noile submarine puteau opera mai rapid, mai adânc și aveau o anduranță mai mare. Submarinele au devenit mai mari și s-au transformat în platforme pentru lansarea rachetelor. Ca urmare, submarinul de atac  a devenit mai important, în defavoarea vechiului său rol de vânător-ucigaș. SUA au folosit de asemenea pentru o vreme submarinele nucleare pe post de platforme pentru radar. Din punct de vedere tehnologic s-au făcut progrese importante în ceea ce privește dezvoltarea senzorilor și armamentului submarinelor. 
În timpul Războiului Rece, atât SUA cât și Uniunea Sovietică au fost implicat în ceea ce a putut fi descris ca un joc de-a șoarecele și pisica pentru detectarea  și șicanarea submarinelor inamice. 
Deoarece probabilitatea războiului submarin fără restricții s-a diminuat, tacticile pentru  submarinele convenționale s-au axat pe utilizarea lor împotriva navelor de război de suprafață. Simpla existență a unui submarin poate împiedica libertatea de operarea a navelor de război de suprafață. Pentru contracararea amenințării submarinelor convenționale, au fost proiectate submarine de vânătoare. Rolul submarinelor a fost extins pentru utilizarea vehiculelor fără personal la bord lansate de la bordul submersibilelor. Dezvoltarea unor noi metode de propulsie fără aer a făcut ca marele inconvenient al submarinelor cu motoare diesel – nevoia acestora de navigare și la suprafață – care le făcea atât de vulnerabile, să fie redus.  Submarinele nucleare, deși mult mai mari, pot să își genereze și regenereze aerul respirabil sau apa potabilă pentru o mare perioadă de timp, aceasta însemnând că nu trebuie să iasă la suprafață. 
În lumea noastră atât de frământată din punct de vedere geopolitic, numeroase națiuni au ales să își construiască sau să își modernizeze flotele de submarine. Forța Maritimă de Autoapărare Japoneză lansează modele noi de submarine aproape în fiecare an. Coreea de Sud și-a modernizat submarinele Tip 209, proiectate în Germania, și a vândut câteva astfel de submarine Indoneziei. Rusia și-a modernizat submarinele din epoca sovietică submarine clasa Kilo,  aducându-le, conform unor analize strategice, la echivalentul submarinelor din clasa Los Angeles, iar lista poate continua. 

În concluziile cărții sale The Price of Admiralty, istoricul militar John Keegan a afirmat că, aproape toate rolurile vaselor de război de suprafață vor fi preluate de submarine, ele fiind singurele unități navale capabile să ocolească capacitățile moderne de detectare – sateliții artificiali și avioanele radar. 
În zilele noastre, gândirea militarilor cu privire la folosirea submarinelor înclină către un rol strategic mult mai important, acestea fiind capabile să poarte și lanseze arme nucleare, necesare pentru o a doua lovitură în cazul unui război nuclear.

## Misiunile submarinelor moderne
Submarinul modern este o platformă multirol. Submarinul poate efectua misiuni fățișe sau secrete. În timp de pace poate acționa ca un mijloc de descurajare, precum și pentru operațiunile de supraveghere și colectarea de informații. În timp de război, submarinul poate efectua misiuni precum următoarele: 
- Supraveghere și strângere de informații.
- Nod pentru comunicații.
- Debarcarea unor forțe speciale.
- Lansarea de atacuri asupra unor ținte terestre (în Războiul din Golf, submarinul USS Louisville a lansat rachete de croazieră împotriva unor obiective terestre în ianuarie 1991)[9]
- Protejarea grupurilor operative navale și a vaselor comerciale.
- Organizarea blocadei navale în apele teritoriale inamice.

## Resurse internet
- Filme istorice care prezintă războiul submarin din timpul celui de-al doilea război mondial europeanfilmgateway.eu